# Miriam Sekhon
 (juillet 2023).
Miriam Borissovna Sekhon (en russe : Мириа́м Борисовна Сехо́н, née le 21 septembre 1983 à Moscou en RSFSR) est une actrice de théâtre et de cinéma russe, chanteuse des groupes Green Point Orchestra, Tatiana et Race to Space.

## Biographie
Miriam Sekhon naît le 21 septembre 1983 à Moscou dans une famille juive. De son propre aveu, sa mère l'appelle Miriam « parce qu'elle est née le jour de la nativité de la Vierge ». Avant 11 ans, elle croyait porter le prénom de Macha, son diminutif.
Son père est musicien et acteur, sa mère habilleuse, et à partir de 1989, elle parcourt le monde avec les groupes de théâtre dans lesquels ils travaillent.
Elle apprend la danse, la musique, le chant, et le  patinage artistique, et participe au projet Caravane de la paix («Караван мира»). Elle prend connaissance dans ses voyages de plusieurs langues, et de cultures différentes peuples. Dans ses moments libres elle apprend le piano et le violon, et pratique le chant avec son père.
En 1994 elle revient à Moscou. Elle est inscrite dans une école ordinaire, à la fin de laquelle elle s'inscrit à l'Institut russe d'art théâtral.
En 2005, elle est diplômée de faculté de mise en scène du RATI-GITIS (atelier de Sergueï Jenovatch).

## Théâtre et cinéma
Miriam Sekhon commence sa carrière théâtrale pendant ses études. Elle a joué notamment dans Marienbad, et dans Les lettres perdues de Tchekhov («Записных книжках Чехова»), mises en scène par Sergueï Jenovatch. Sa carrière à l'écran débute avec la série Rue Gogol («Улица Гоголя») en 2006. Elle joue en 2014 dans Sunstroke de Nikita Mikhalkov le rôle de Rosalia Zemliatchka, dirigeante de la terreur rouge en Crimée, considéré par la critique comme un de ses meilleurs.

## Musique
Miriam Sekhon a été chanteuse de 2001 à 2012 du groupe Green Point Orchestra, et fait partie en 2006 des créateurs de l'ensemble vocal et instrumental Tatiana. Elle devient soliste en 2010 du groupe Race To Space.

## Filmographie
- 2007 : Lilacs : Marianna
- 2008 : Plyus odin («Плюс один») : Madlen
- 2011 : Détails insignifiants d'un hasard (ru) («Незначительные подробности случайного эпизода») : La jeune fille derrière la fenêtre
- 2012 : Branded (ru) («Москва 2017») : Chanteuse dans le groupe
- 2013 : Piotr Lechtchenko (Пётр Лещенко. Всё, что было…) de Vladimir Kott : Janny Sakitt, première femme de Piotr Lechtchenko
- 2014 : Le Long chemin de la maison («Долгий путь домой») : Rose Belovitch
- 2014 : Suntroke : Rosalia Zemliatchka
- 2015 : Ces yeux en face (Эти глаза напротив) : Anna
- 2016 : Next («Следующий ») : Une artiste
- 2016 : Sofia («София») : Laura, servante de Sophie Paléologue
- 2016 : Zakroy glaza («Ночник») :Vera Arkadevna

## Doublage
- 2010 : Vezoukha !
- 2015 : Jusqu'à l'amour